# Hort de l'Arreus
L'Hort de l'Arreus és una masia de Tortosa (Baix Ebre) inclosa al'Inventari del Patrimoni Arquitectònic de Catalunya.

## Descripció
És un conjunt de mas amb sénia, una de les poques que es troba encara en funcionament a la zona. Es troba gairebé adossat al nucli urbà de l'eixample de Ferreries-Sant Vicent, encara que la propietat resta independitzada.
L'habitatge és un edifici de planta rectangular i tres nivells en alçat. La teulada és a dues vessants. A la planta baixa, s'aixeca a la façana, un porxo cobert amb una teulada a una vessant. Les obertures combinen les estructures aïllades i els remats amb arcs escarsers de maó. Al primer pis s'obren balcons. El material de construcció és la maçoneria per a la planta baixa i el maó de pla en els nivells superiors. Adossades a ella o exemptes es troben construccions més simples i modernes utilitzades com a magatzems i corrals.
La sénia es conserva en perfecte estat. El mur que envolta el pou per sobre el nivell del terra s'obre només en el lloc corresponent al dipòsit on els cadufs tiren l'aigua. A el sector de l'eix que acciona el moviment de la sénia pren el característic perfil superior convex. El pou té uns 10 metres de profunditat, i està revestit amb pedra. El regueró que surt del dipòsit de la sénia mena l'aigua a dues basses, una de gran folrada amb maons de cantell i una de més petita utilitzada també com a safareig. Des de la bassa gran es distribueixen els canalets de reg.